# Incidente del 26 de febrero

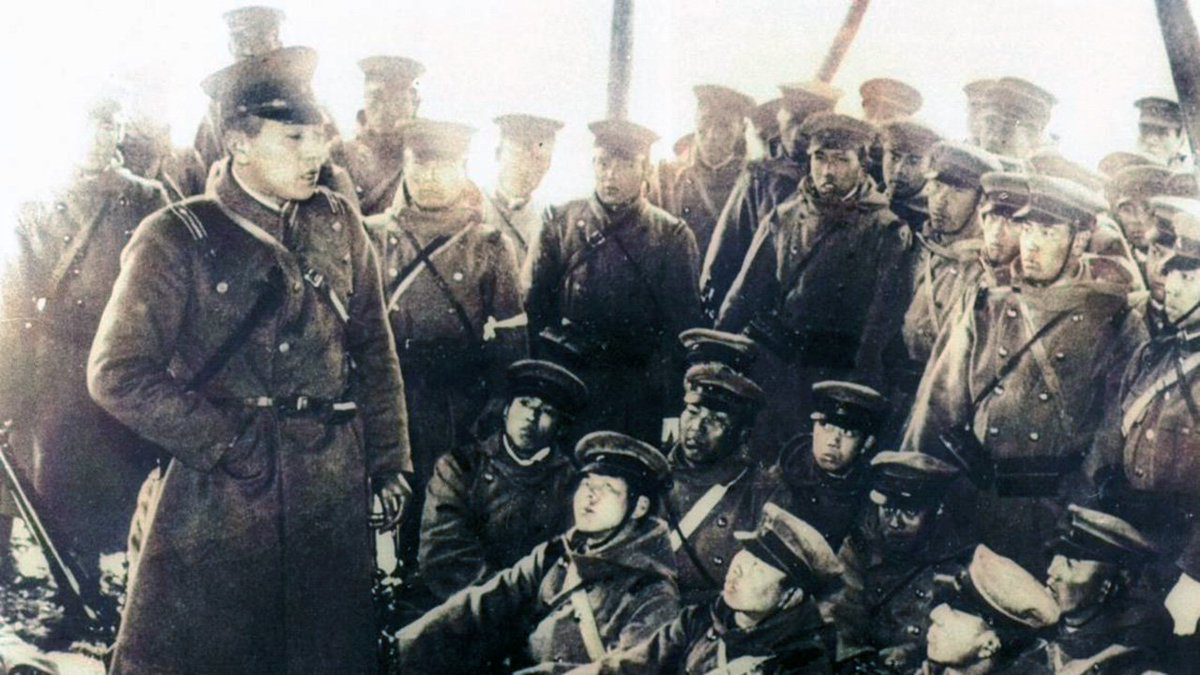
Un teniente del Ejército Imperial Japonés se dirige a las tropas bajo su mando durante el levantamiento.

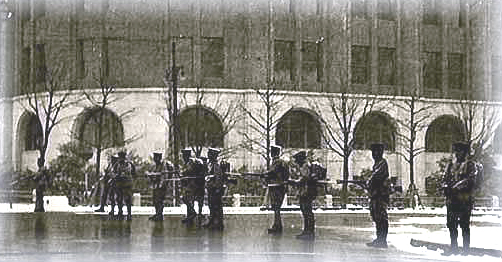
Tropas rebeldes ocupando el área de Nagata-chō, en Tokio.

El Incidente del 26 de febrero (二 ・ 二六 事件 Ni-Ni Roku Jiken?) fue un intento de golpe de Estado que tuvo lugar en Japón el 26 de febrero de 1936. Fue organizado por un grupo de jóvenes oficiales del Ejército Imperial Japonés con el objetivo de derrocar al gobierno y la jefatura militar, purgándolos de sus facciones rivales y opositores ideológicos.
Aunque los rebeldes lograron asesinar a varios altos funcionarios (incluidos dos ex primeros ministros y varios ministros en el cargo) y ocupar el centro gubernamental de Tokio, no lograron su principal objetivo de asesinar al primer ministro Keisuke Okada ni garantizar el control del Palacio Imperial. Sus partidarios en el Ejército intentaron capitalizar sus acciones, pero las divisiones dentro de las fuerzas armadas, combinadas con la ira imperial por el golpe, significaron que no pudieron lograr un cambio de gobierno. Al enfrentarse a una oposición abrumadora mientras el Ejército se movía contra ellos, los rebeldes finalmente se rindieron el 29 de febrero.

## Inicio del incidente
El asalto, liderado por el capitán Kiyosada Koda, se inició a las 4 de la mañana, cuando los líderes insurgentes llevaron a sus tropas a los puntos acordados previamente. La mayoría de los soldados creía que estaban realizando una maniobra. El grupo liderado por Koda se dirigió a la residencia del ministro de Guerra, con el objetivo de atraer oficiales de alto rango a su alzamiento. Existían otros cinco grupos, cuyos objetivos eran tomar los cuarteles de la Kenpeitai y asesinar al primer ministro, al ministro de Finanzas, al guardián del Sello Privado y al gran chambelán. Posteriormente, se debía asesinar al inspector general de Educación Militar, al conde Makino Nobuaki y al príncipe Kinmochi Saionji, el último genrō. Estos dos últimos eran importantes consejeros del emperador Shōwa, conocido en Occidente como Hirohito.

Enseña basada en el Hinomaru (bandera nacional japonesa) utilizada por los golpistas. La traducción de sus kanji es: Reverenciar al emperador. Destruir a los traidores.

Unos 1400 soldados de la 1.ª División ocuparon los edificios de la Dieta, el Ministerio de Guerra, los cuarteles de policía y la residencia del primer ministro. Establecieron sus cuarteles generales en el Hotel Sanno y se autoproclamaron «Ejército de la Restauración», haciendo referencia a la Restauración Meiji. La 1.ª División iba a ser enviada pronto a Manchukuo, lo que catalizó el alzamiento. El teniente Yasuhide Kurihara lideró el asalto contra la residencia del primer ministro, almirante Keisuke Okada, pero el cuñado de Okada, el coronel Denzo Matsuo, logró esconderlo antes de que los rebeldes lo encontraran. Matsuo fue ejecutado al ser atrapado, pero Kurihara lo confundió con Okada, y el primer ministro logró salvarse gracias a este error. Al día siguiente, cuando entraron a la residencia los dolientes de Okada, su yerno lo sacó entre la multitud. El cadáver de Matsuo fue cubierto para que los dolientes no descubrieran la verdad antes de que el primer ministro estuviese a salvo.
Simultáneamente unos 170 hombres, entre los que se encontraba el capitán Koda, asaltaron la residencia del ministro de Guerra, Yoshiyuki Kawashima. Koda solicitó a Kawashima el arresto de los líderes del Tōseiha, la facción opositora a los golpistas. Koda también pidió que el general Sadao Araki fuera nombrado comandante del Ejército de Guandong y que se declarara la ley marcial. La residencia del gran chambelán del Japón, barón Kantarō Suzuki, fue asaltada por 150 soldados liderados por el capitán Teruzo Ando. A pesar de recibir varios disparos, Suzuki logró sobrevivir el ataque y finalmente fue nombrado primer ministro durante la rendición de Japón ante los Estados Unidos en 1945, tras la Segunda Guerra Mundial. Korekiyo Takahashi, a la sazón ministro de Finanzas, fue degollado con una espada. Los rebeldes lo odiaban por haberse opuesto a los presupuestos del Ejército el año anterior. Mientras tanto, el guardián del Sello Privado de Japón, almirante Makoto Saitō, también fue asesinado en su casa de la capital japonesa.
El teniente Taro Takahashi irrumpió en la residencia del inspector general de Educación Militar, Jotaro Watanabe, y lo asesinó. Hacía poco que Watanabe había reemplazado al general Jinsaburo Mazaki como inspector general, algo que había irritado a los jóvenes oficiales golpistas. El grupo rebelde que partió a asesinar al conde Nobuaki Makino logró atraparlo, pero finalmente los insurgentes decidieron dejarlo vivir. De la misma manera, el líder del grupo que debía asesinar al príncipe Kinmochi Saionji, quien se encontraba en Okitsu, cambió de opinión y nunca dejó la capital, alegando que no podía hacer daño al último genrō.

## Fin del alzamiento

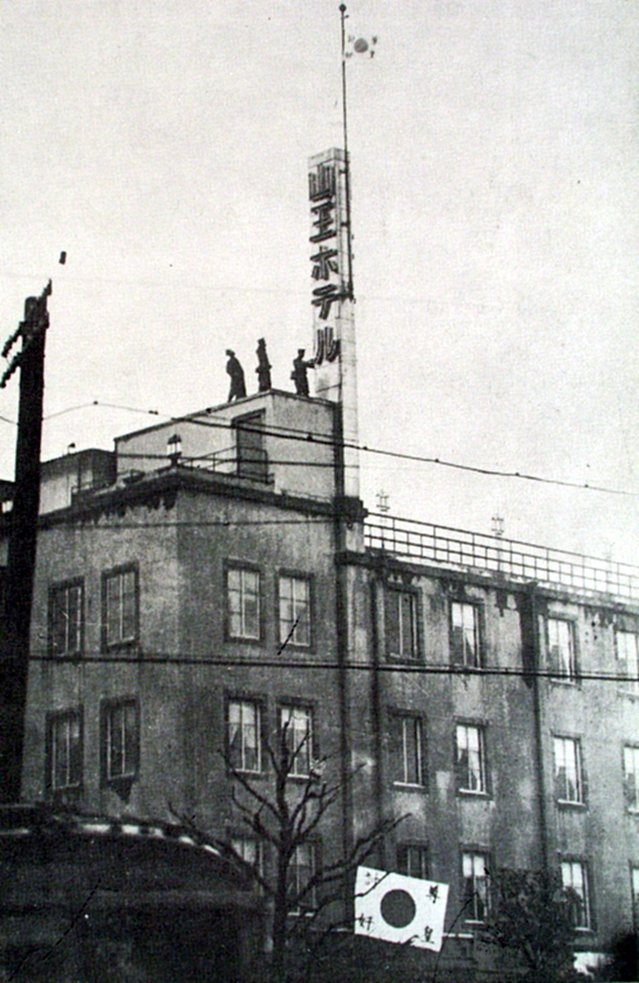
El Hotel Sanno de Tokio fue el cuartel general de los militares golpistas durante todo el alzamiento.

A las 15:00 horas del 26 de febrero, el Ejército emitió un comunicado con tono conciliador. Muchos altos oficiales simpatizaban con los rebeldes, y por lo tanto el comunicado no condenaba las acciones violentas, pero llamaba al fin del alzamiento. Al mismo tiempo, colocaba el centro de Tokio bajo la jurisdicción de la unidad rebelde, con el fin de apaciguarla.
Este comunicado solamente sirvió para convencer al capitán Koda de que los altos oficiales lo apoyaban y, por lo tanto, este se negó a abandonar las posiciones tomadas a menos que se cumpliesen sus exigencias. En la noche se reunió con los generales Jinsaburo Mazaki y Sadao Araki, quienes no lograron convencerlo de dejar las armas.
Luego de que el primer ministro hubiese sido rescatado, el emperador amenazó con resolver el incidente directamente. Los militares finalmente se decidieron a actuar y emitieron una orden de retirada a los rebeldes en la madrugada del 28, que debía cumplirse antes de las 8 de la mañana del día siguiente.
Ese mismo día Okada pudo reunirse con el emperador, a pesar de la resistencia de Fumio Goto, ministro del Interior, que se había autonombrado primer ministro y luego se negó - inicialmente - a devolver el cargo. A pesar de que muchos oficiales en el Palacio Imperial descubrieron gracias a esta reunión que Okada seguía vivo, esto no fue anunciado públicamente hasta el fin del motín.
La mayoría de los rebeldes se negaron inicialmente a rendirse, desafiando la orden imperial. Mientras tanto, más tropas leales al Gobierno llegaron a la capital, y la Flota Combinada desembarcó tropas en la bahía de Tokio, las cuales tomaron posiciones en diversas instalaciones de la Armada.
En la mañana del 29 de febrero, dos horas antes de que venciera el plazo, bombarderos pasaron sobre las posiciones rebeldes, arrojando panfletos urgiendo a la rendición. Los mensajes tuvieron éxito, para el mediodía solamente la residencia del primer ministro y el Hotel Sanno seguían bajo control de tropas rebeldes, todas las otras posiciones se habían entregado pacíficamente.
Finalmente, a las 15:00 horas se anunció que todas las tropas rebeldes habían vuelto a sus unidades. Sin embargo, los líderes del motín permanecieron en el Ministerio de Guerra y el Hotel Sanno. Las tropas leales no intentaron arrestarlos, ya que se les daba la oportunidad de suicidarse, siguiendo la tradición samurái. El general Araki se comunicó con los jóvenes oficiales, y los instó a cometer seppuku, un suicidio ritual, pero los líderes rebeldes decidieron finalmente presentarse ante un tribunal militar, ya que pensaban utilizar este proceso como plataforma política para hacer oír su mensaje, tal como había hecho el teniente coronel Saburo Aizawa hacía unos años. Solamente un oficial, el capitán Shiro Nonaka, rechazó rendirse y se suicidó, no sin antes escribir una carta expresando su molestia por no haber sido enviado al frente.
A las 16:30 horas se anunció en la casa del primer ministro que este seguía con vida.

## Consecuencias

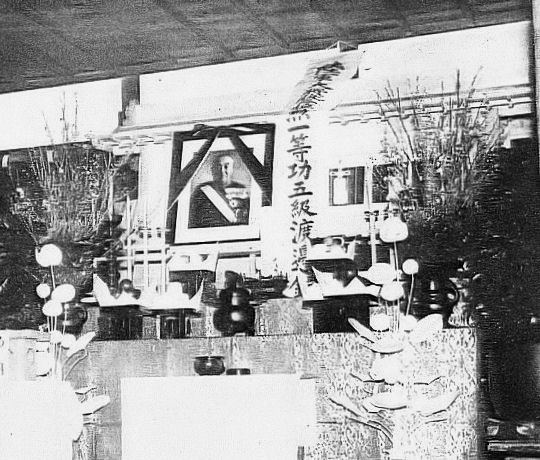
Funeral de Jotaro Watanabe, uno de los altos cargos militares asesinados durante el golpe, celebrado en mayo de 1936.

Aunque solo siete personas murieron, las consecuencias políticas de este incidente fueron determinantes en la Historia de Japón, ya que allanarían el camino a la segunda guerra sino-japonesa y a la posterior entrada de Asia en la Segunda Guerra Mundial.
En el plano nacional, la ley marcial impuesta por Goto en su breve gobierno se mantuvo en la ciudad hasta julio de ese mismo año. Durante ese período, se juzgó a los oficiales rebeldes y 13 de ellos fueron condenados a muerte. En estos juicios, omitidos en la prensa gracias a la ley marcial, también fueron condenados 4 civiles, entre los que se encontraba Ikki Kita, influyente filósofo nacionalista. Todos fueron fusilados el 12 de julio, y la mayoría gritó banzai antes de morir.
Al mismo tiempo, la Facción de Control procedió a aplastar a la Kōdōha, responsable del Incidente del 26 de febrero, y muchos generales simpatizantes de la última, entre los que se encontraban Araki y Mazaki, fueron relegados a cargos sin importancia.
Okada fue obligado a renunciar y Kōki Hirota tomó su lugar. Los estadounidenses, representados por su embajador Joseph Grew, consideraron que con Hirota la presión del Ejército Imperial Japonés de avanzar por China sería frenada, sin embargo, este no fue el caso. Hirota, en un intento de reconciliarse con el Ejército, permitió que este designara al ministro de Guerra. Esta decisión fue suficiente para que el Ejército ejerciera más presión sobre el gobierno civil, ya que podía negarse a nombrar un ministro de Guerra si algún miembro del gabinete no era de su agrado, forzando la renuncia del primer ministro.
A diferencia de los norteamericanos, los soviéticos interpretaron correctamente los acontecimientos. El legendario espía soviético Richard Sorge, fingiendo ser un periodista en la Embajada alemana en Tokio, escribió un detallado reporte a Moscú prediciendo acertadamente que a continuación el Imperio Japonés seguiría una política expansionista dirigida hacia China.
El general Kanji Ishiwara, simpatizante de la Kōdōha y corresponsable del Incidente de Mukden, también se percató del peligroso rumbo que su nación estaba tomando en China. Ishiwara concluyó correctamente que el creciente flujo de tropas japonesas en el norte de China llevaría finalmente a una guerra abierta con los nacionalistas chinos, principal fuerza política de la región, y que finalmente la guerra llegaría al Sudeste Asiático, involucrando en el conflicto a los EE. UU. y al Reino Unido. Predijo que estas acciones solamente producirían el debilitamiento de los nacionalistas de Chiang Kai-shek, y que los únicos beneficiados por esta guerra serían la Unión Soviética y el Partido Comunista de China dirigido por Mao Zedong.
Un año después del incidente se produciría el conocido como Incidente del Puente de Marco Polo, que desataría una sangrienta guerra de desgaste entre el Imperio Japonés y las distintas fuerzas en disputa de China. Los EE. UU. y el Reino Unido terminarían enviando ayuda clandestina a la República de China e imponiendo un embargo petrolífero a Japón. Finalmente, la pequeña nación oriental terminaría atacando a las colonias de estas naciones en Asia, involucrándose en la Segunda Guerra Mundial. Como Ishiwara predijo, los comunistas se fortalecerían en estos años, los japoneses serían expulsados de Manchuria y los nacionalistas chinos serían expulsados a Taiwán en 1949, donde permanecen hoy en día reclamando ser el único gobierno legítimo de toda China.
En 1960, el conocido escritor Yukio Mishima realizó y protagonizó un cortometraje cinematográfico titulado "Yukoku (Patriotismo): Una Historia de Amor y Muerte", en el que interpretaba a uno de los oficiales responsables del alzamiento mientras realizaba el seppuku (suicidio que una década más tarde llevaría a morir al propio Mishima) junto a su esposa.